# Broadmeadows
Broadmeadows é um subúrbio de Melbourne, Vitória, Austrália, a 16 km a noroeste do Distrito Comercial Central de Melbourne. Sua área de governo local é a cidade de Hume. No censo de 2016, Broadmeadows tinha uma população de 11.970 habitantes.